# Sphaerocera arcuata
Sphaerocera arcuata är en tvåvingeart som beskrevs av Seguy 1933. Sphaerocera arcuata ingår i släktet Sphaerocera och familjen hoppflugor.
Artens utbredningsområde är Moçambique. Inga underarter finns listade i Catalogue of Life.